# Hans Lindberg
Hans Lindberg, (Høje-Taastrup,  1. kolovoza 1981.), rukometaš reprezentacije Danske i rukometnog kluba Füchse Berlin. Svoju rukometnu karijeru započinje još kao 14-o godišnjak u lokalnom rukometnom timu Ølstykke ali na visokom nivou igra tek od 1999. za Team Helsinge. Broj pogodaka zadnje tri sezone u klubu stavile su ga na top ljestvicu danske lige po broju pogodaka i to redom: drugi, treći pa opet drugi. Prelazi u Viborg HK 2005.
Počinje igrati za reprezentaciju 2003. ali nije bio na EP u Rukometu 2006. Igrao je za dansku reprezentaciju na SP u rukometu 2007. i s njima osvojio broncu ali je imao slabu minutažu. U Norveškoj na EP u rukometu 2008. igra za Dansku koja u finalu pobjeđuje reprezentaciju Hrvatske. Na Olimpijskim igrama u Pekingu igra za Dance koji osvajaju četvrto mjesto. Igra i za dansku rukometnu reprezentaciju na SP u Švedskoj 2011. godine.
U sezoni 2009/2010 je sa timom HSV Hamburg bio najbolji strijelac Bundes lige s 257 pogotkom a iz sedmeraca je iste sezone pogađao 135. puta što je rekord njemačke lige.
S Danskom je 2013. godine osvojio srebro na svjetskom prvenstvu u Španjolskoj. Španjolska je u finalu doslovno ponizila Dansku pobijedivši s 35:19. Nikada nijedna momčad nije izgubila s toliko razlikom kao Danci čime je stvoren novi rekord u povijesti finala svjetskog rukometnog prvenstva.